# Reichertsheim
Reichertsheim là một đô thị thuộc huyện Mühldorf bang Bayern nước Đức